# Isabel Redondo Alcaide
María Isabel Redondo Alcaide (Madrid, 19 d'octubre de 1962) és una historiadora i política espanyola del Partit Popular, diputada a l'Assemblea de Madrid des de 2003.

## Biografia
Nascuda el 19 d'octubre de 1962 a Madrid, es va llicenciar en Filosofia i Lletres i es va doctorar en història, especialitzant-se en l'estudi de la història de la regió madrilenya. Afiliada a Aliança Popular des de 1984, va ser regidora de l'Ajuntament de Tielmes entre 1995 i 2003.

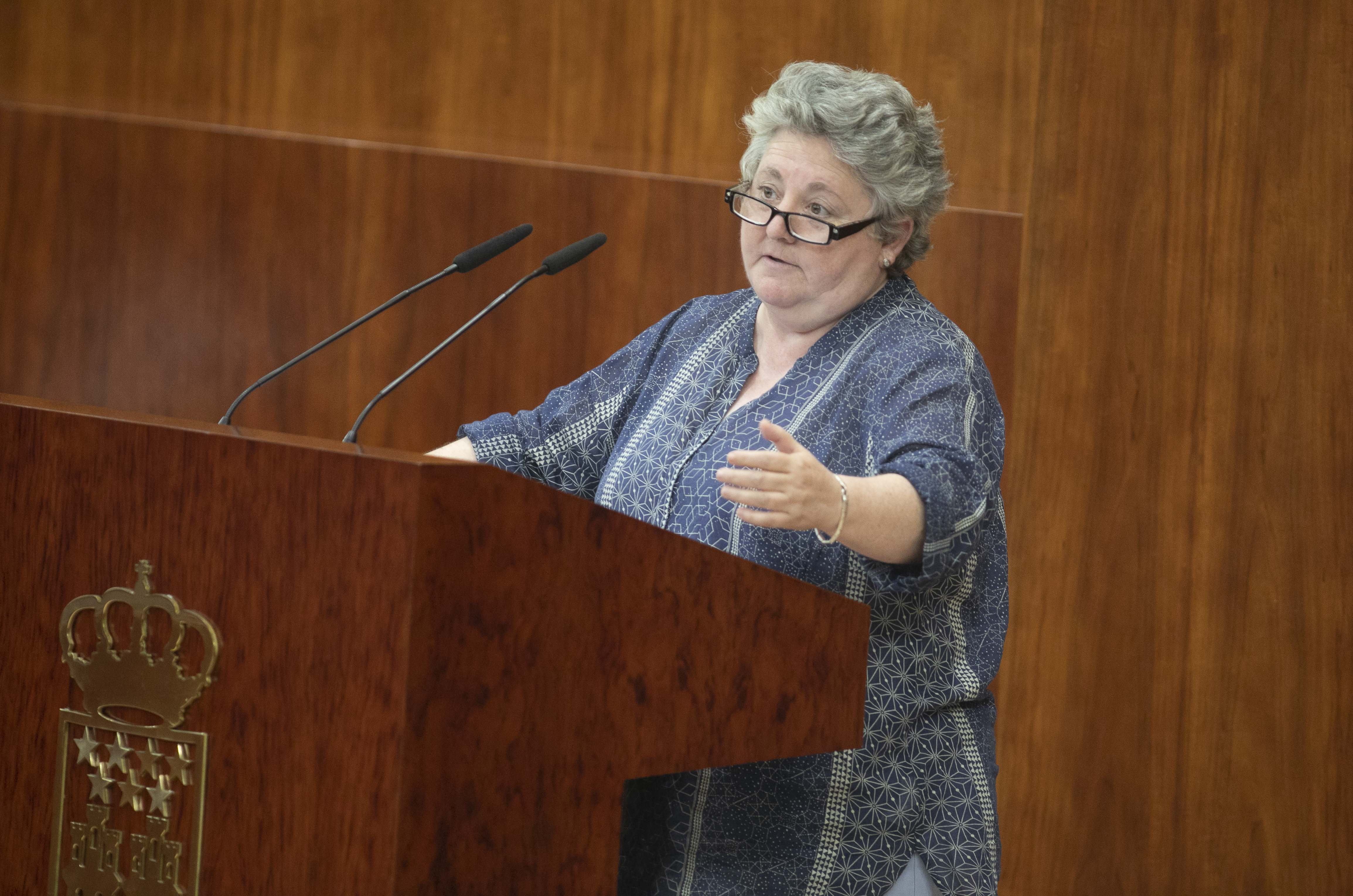
Redondo, durant una intervenció parlamentària el 2018.

Va entrar com a membre del parlament regional el 2003, quan, després de ser candidata al lloc 46 de la llista del Partit Popular (PP) per a les eleccions a l'Assemblea de Madrid de maig de 2003, va ser elegida diputada de l'efímera sisena legislatura, coneguda com "la del Tamayazo". Va tornar a ser escollida a les eleccions d'octubre de 2003, 2007, 2011 i 2015.
Va ser sorpresa al desembre de 2012, durant la ix legislatura, jugant al costat del seu correligionari Bartolomé González a Apalabrados en seu parlamentària durant l'aprovació d'una llei que permetria la privatització de la gestió de 6 hospitals i 27 centres de salut. Penedida pel que sembla, va declarar que no ho tornaria a repetir:
| « | (castellà) Lamento mucho lo sucedido. No hay excusa. Y por supuesto, no volverá a suceder. Lo siento. | » |

Va ser sancionada pel seu grup parlamentari amb una multa de 300 € el gener de 2013.
En la següent legislatura, a l'abril de 2017, convalescent d'una peritonitis, va sortir de l'hospital ranquejant expressament per salvar amb el seu vot els pressupostos del govern de Cristina Cifuentes enfront de les esmenes a la totalitat dels grups parlamentaris de PSOE i Podem.

## Obres
- Villarejo de Salvanés: una historia viva.  Madrid: Cuétara, S.A., 1992.[7]